# Verdal község
Verdal község (Verdal kommune) Norvégia 431 községének (kommune, helyi önkormányzattal rendelkező közigazgatási egység) egyike.

## Települései
Települések (tettsted) és népességük 2006. január 1-jén:
- Trones (418)
- Lysthaugen (350)
- Vuku (215)
- Forbregd/Lein (661)
- Verdalsøra (7396)

## Külső hivatkozások
- Hivatalos honlap (norvég)